# Balduin al III-lea de Hainaut
Balduin al III-lea de Hainaut (n. 1088–d. 1120) a fost conte de Hainaut de la 1098 până la moarte.

## Istoria
Balduin a fost fiul contelui Balduin al II-lea de Hainaut cu Ida de Leuven.
El a moștenit comitatul de Hainaut de la tatăl său în anul 1102, fiind numit succesor cu patru ani mai înainte. Balduin a fost căsătorit cu Iolanda de Geldern, fiica lui Gerard I, primul conte de Geldern de la o vârstă fragedă. A fost apoi logodit cu Adelaide de Maurienne, nepoată a contesei Clementia de Flandra. Ruperea logodnei a provocat un scandal, iar contesa Clementia a prezentat cazul în fața papei Calixt al II-lea, care îi era frate. Pontiful a declarat căsătoria ca fiind legală și ca urmare nu poate fi desfăcută.
Balduin a murit la vârsta de aproximativ 33 de ani, în anul 1120, și a fost înmormântat la Mons, fiind succedat de fiul său mai mare, Balduin al IV-lea de Hainaut. Fiul său mai tânăr, Gerard a moștenit regiunile Dodewaard și Dalen, care fuseseră în posesia mamei sale. Contesa Iolanda a deținut Haunaut prin drepturile de dotă pentru o vreme și ca regentă pentru fiul ei Balduin al IV-lea.

## Familia
Din căsătoria cu Iolanda, Balduin al III-lea a avut următorii copii:
1. Balduin, căsătorit cu Alice de Namur.
2. Gerard, strămoș al conților de Dale.
3. Gertrude sau Ida de Hainaut, căsătorită cu Roger de Tosny.
4. Richilde, căsătorită mai întâi cu Thierry d'Avesnes, apoi cu Everard castelan de Tournai.[5]